# Smittia verna
Smittia verna är en tvåvingeart som först beskrevs av Frederick Wollaston Hutton 1902.  Smittia verna ingår i släktet Smittia och familjen fjädermyggor. Inga underarter finns listade i Catalogue of Life.